# コスモス96号
コスモス96号（ロシア語：Космос-96、ラテン文字表記例：Cosmos 96）とは、1965年にソビエト連邦によって打上げられた金星探査機である。ベネラ計画の一環として打上げられたが、地球周回軌道から離脱出来なかった。

## 概要
コスモス96号は3MVと呼ばれる型式の探査機で、同型機としてベネラ2号・3号などがあった。打上げは1965年11月23日に行われた。バイコヌール宇宙基地より発射されたモルニヤロケットは、上段ロケット（打上げロケット第4段）と探査機を宇宙待機軌道へ投入した。
その後、探査機を金星へ向かわせるために上段ロケットを点火したと見られる。しかし地上からの観測では、探査機とロケットの結合体は地球周回軌道に留まっており、さらに少なくとも6個の破片が新たに軌道上に生じたことが確認された。ロケットエンジンに点火したところ何らかの理由で爆発が起きたと考えられている。軌道上に留まった探査機は、空気抵抗のため軌道が減退し、16日後の12月9日に大気圏へ突入した。
仮に金星へ向かっていれば探査機はベネラ4号と名付けられるはずであったが、地球軌道に留まったためソ連当局はコスモス衛星として公表した。

## 火球との関連
コスモス96号が大気圏へ突入した1965年12月9日、カナダやアメリカ北部で火球が目撃され、その正体はコスモス96号なのではないかという憶測が広まった。しかし、アメリカ空軍が観測していたコスモス96号軌道に基づくと、探査機は火球出現より早い時間に大気圏へ突入した可能性が高かった。また、写真や目撃証言を分析したところ、火球の原因となった物体突入角度が衛星再突入によるものとしては急過ぎるらしいことが分かり、正体は恐らく天然の隕石であろうと結論された。